# Roberto Ramírez (pallavolista)
Roberto Ramírez (Guaynabo, 29 gennaio 1992) è un pallavolista portoricano, palleggiatore dei Mets de Guaynabo.

## Carriera

### Club
La carriera di Roberto Ramírez, anche noto come Randy Ramírez, inizia a livello scolastico, giocando per la formazione della sua scuola, il Colegio Marista. Per motivi di studio si trasferisce negli Stati Uniti d'America, dove prende parte alla Division I NCAA col Lees-McRae dal 2011 al 2014.
Conclusa la carriera universitaria, nella stagione 2015 torna a Porto Rico, dove inizia la carriera professionistica, giocando la Liga de Voleibol Superior Masculino coi Mets de Guaynabo e aggiudicandosi tre scudetti consecutivi. Dopo un periodo di inattività, è nuovamente in campo per la Liga de Voleibol Superior Masculino 2019 coi neonati Mulos de Juncos, mentre in seguito torna negli Stati Uniti per partecipare alla NVA 2021 con gli OC Stunners. 
Nella Liga de Voleibol Superior Masculino 2021 gioca nuovamente con la franchigia di Guaynabo.

## Palmarès

### Club
- Campionato portoricano: 3

2015, 2016-17, 2017